# Chiłgana
Chiłgana (ros. Хилгана) – wieś (ułus) w Rosji, w Buriacji, w rejonie barguzińskim. W 2010 liczyła 810 mieszkańców.